# Breiðamerkurjökull

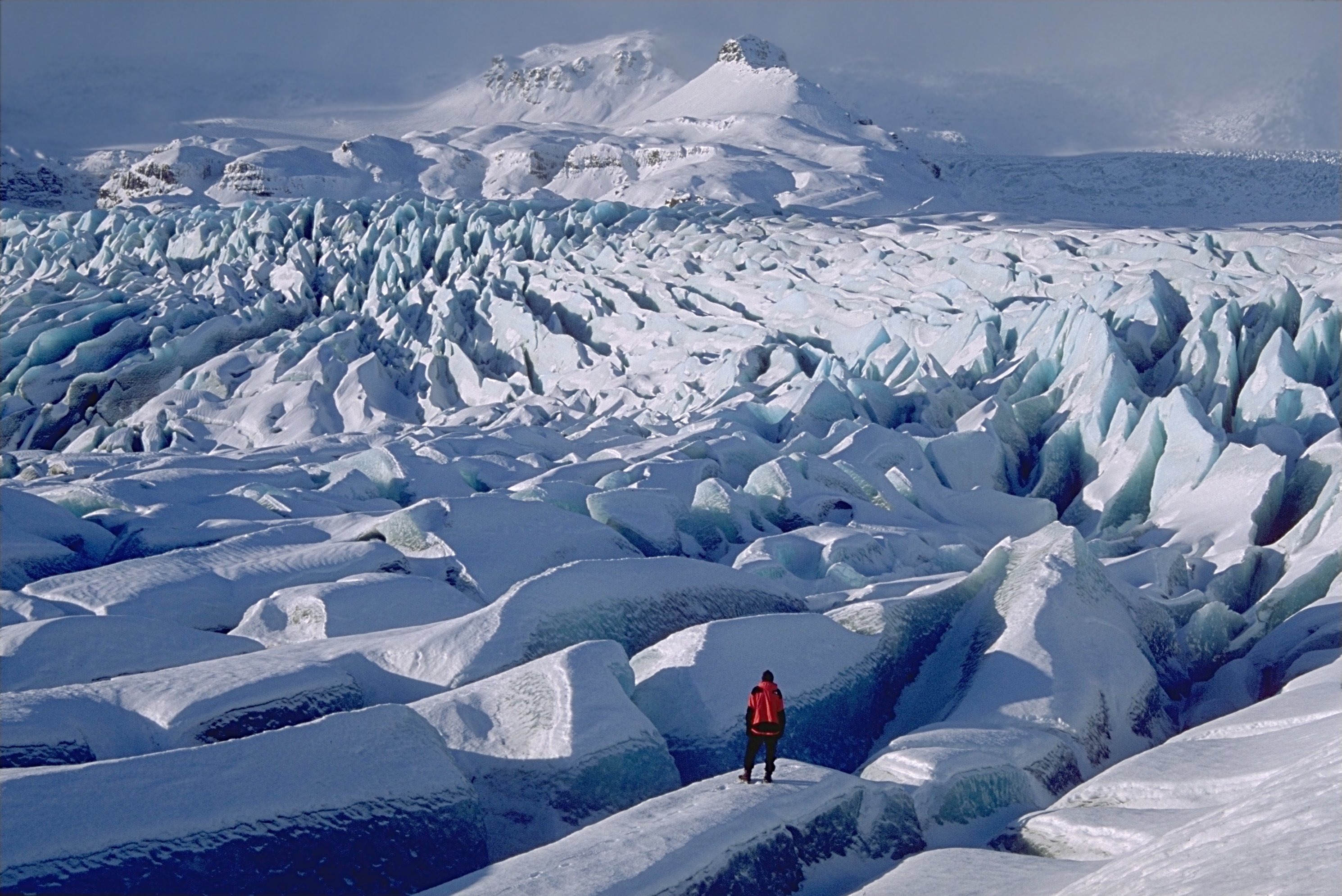
El glaciar de Breiðamerkurjökull

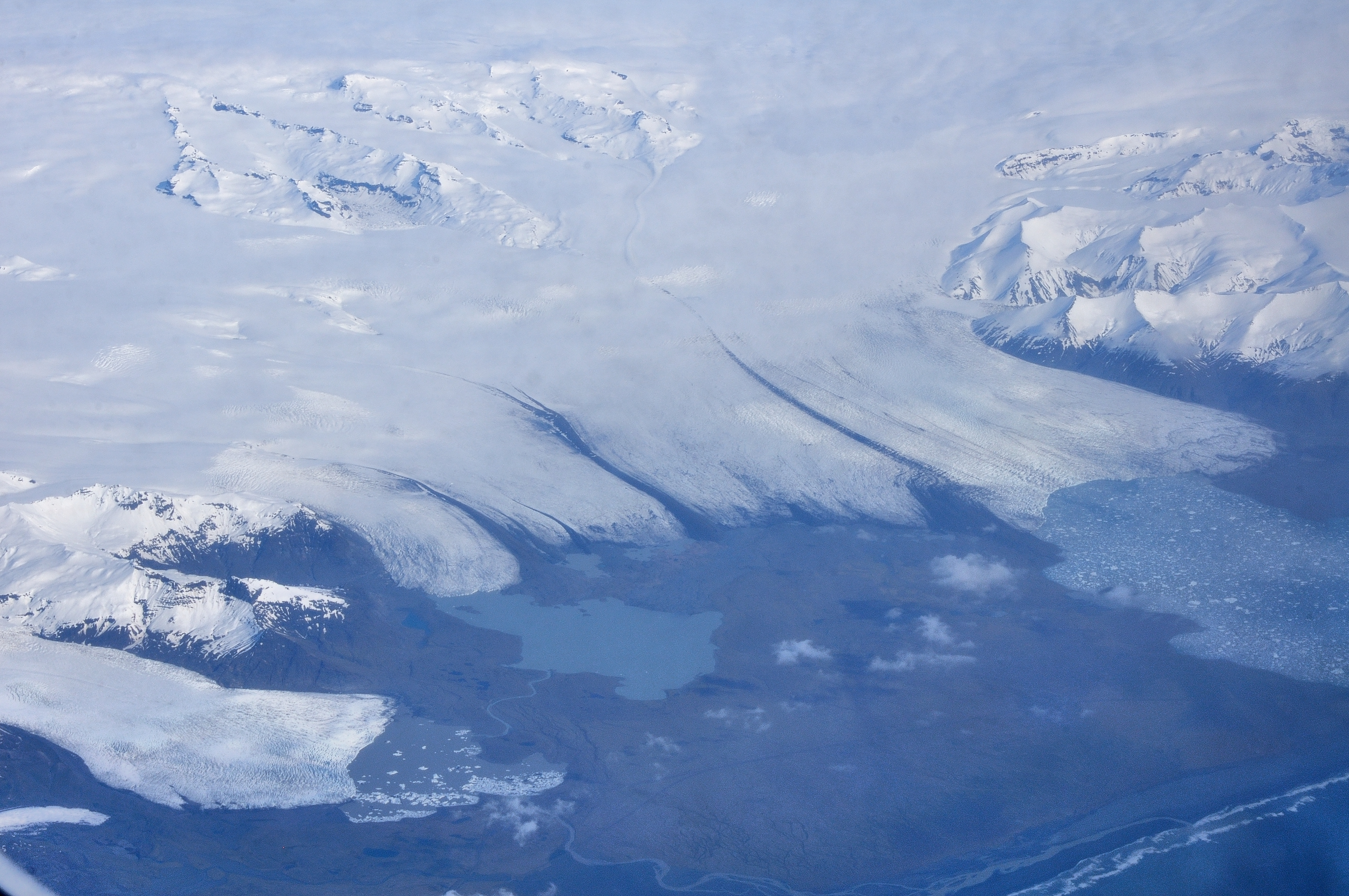
Breiðamerkurjökull (imagen aérea)

Breiðamerkurjökull es un glaciar en el sudeste de Islandia. Nace del Vatnajökull, del cual emerge como una lengua. Se encuentra a una altura máxima de 352 m s. n. m. Termina en un pequeño lago, el Jökulsárlón que con el tiempo se ha reducido. Sus icebergs llegan al mar. Comienzan su viaje flotando en el lago unos cinco años. 